# Valencien méridional
Ne doit pas être confondu avec valencien méridional alicantin.
 (novembre 2022).

Carte dialectale du valencien. Les zones de valencien méridional sont indiquées en vert.

Le valencien méridional (valencià meridional) est un sous-dialecte du valencien parlé au sud de la province de Valence et dans les régions septentrionales de la province d'Alicante. Il est délimité au nord par le valencien central ou apitxat, au sud par le valencien alicantin, avec lesquels il partage certains traits et entre lesquels il fait transition, tandis qu'à l'ouest se trouve la frontière linguistique avec les parlers churros (castillano-aragonais), manchois ou, plus au sud, murciens. Ce dialecte a traditionnellement bénéficié d’une représentation positive, à la différence du valencien central par exemple, et ses caractéristiques phonétiques, relativement riches, sont fréquemment prises comme référence du valencien général (recommandées par l'AVL).

## Extension
Le valencien méridional est parlé dans les comarques de La Safor, La Costera, La Vall d'Albaida, El Comtat, une partie de l'Alcoià, de la Marina Baixa, de La Torre de les Maçanes et de la Marina Alta, ainsi que dans les zones des comarques du Júcar de parler non apitxat (essentiellement Ribera Alta et Ribera Baixa, par exemple Sueca).

## Caractéristiques

### Morphosyntaxe
À la différence de l'apitxat, où les formes du passé-simple synthétique issues du parfait latin sont encore activement présentes, et comme dans la majorité des modalités dialectales du catalan, le valencien méridional se caractérise par la prédominance générale de la forme périphrastique anar +infinitif : aní > vaig anar (« j'allai »/« je suis allé »). La forme synthétique est cependant conservée dans les zones de parler non apitxat de la Ribera et la Safor, ainsi que dans certaines localités de la Marina Baixa et de la Valldigna. Le maintien n’est toutefois pas uniforme : dans de nombreux endroits on ne retrouve que les formes d'un nombre réduit de personnes grammaticales. Le maintien du passé-simple ancien avec une grande vitalité accompagne l’usage de la construction du futur proche « anar a + infinitif ».
L'article masculin pluriel els devient es devant les substantifs comportant une consonne initiale : els bous/ > es bous (« les taureaux »), mais les vaques, els alacantins, les alacantines.
On observe dans de nombreuses zones la conservation de l'usage du verbe ser pour indiquer une localisation dans l'espace, contrairement à la tendance dominante dans les autres dialectes valenciens à l'utilisation de estar (peut-être sous l'influence du castillan).
Le valencien méridional tend de façon générale à maintenir les pronoms faibles : et (qui devient at dans une part de la Marina Alta), em/am, es (dans une partie de la Marina Baixa et de l'Alcoià), el etc. Dans la Marina Baixa et la Marina Alta, la Vall d'Albaida, la Costera et la Safor, on trouve les pronoms réfléchis mos et vos (au lieu des ens et us du catalan standard), donnan lieu à des combinaisons originales : mo'n anem/aneu-vo'n (« allons-nous-en »/« allez-vous-en »), au lieu des ens en anem (ou ens n'anem) / us en aneu (ou us n'aneu) normatifs. Dans les autres comarques méridionales, comme en apitxat, les deux pronoms ont été remplacés par le paradigme fort de troisième personne se : se n'anem et aneu-se'n. On trouve également en valencien méridional les formes mone ou némon au lieu du standard ens en(/n') anem.
Dans le parler de la Vall de Gallinera et de Tàrbena est conservé l'article du catalan salat : el cotxe > es cotxe (« la voiture »).
À La Vila Joiosa, on observe une tendance moderne au remplacement de la désinence -e de la première personne du singulier par -ec : pense, sé > pensec, sec (« je pense », « je sais »).

### Phonétique et phonologie
Dans de nombreuses localités de la Marina Alta, el Comtat, l'Alcoià ou la Safor (notamment Tavernes et Barx ; le phénomène est instable dans le reste de la Valldigna), absorption de "i" [j] dans le groupe intérieur -ix- : caixa (« caisse ») [ˈkajʃa] > [ˈkaʃa].
À l'inverse de ce que l'on observe dans une grande partie des autres dialectes valenciens, tendance générale à la conservation des consonnes géminées "l·l/tl" et "nn/tn". On trouve toutefois fréquemment les formes "rl" et "rn" : ametla > [aˈmella] > [aˈmerla], vetlar > [velˈlar] > [ver.ˈlar], cotna > [ˈconna] > [ˈcorna].
Les -r finaux sont maintenus (comme de façon générale en valencien à l'exception des régions les plus septentrionales, et contrairement au catalan nord-occidental et oriental), sauf dans certaines zones de la Marina Alta et de l'Alcoià où on observe une certaine instabilité. Les -r suivis d'un pronom enclitique chutent dans les régions côtières des deux comarques de la Marina : fer-los > fe-los, anar-se'n > anà-se'n. On trouve fréquemment dans ce cas l'ajout d'un [v] épenthétique devant les pronoms faibles enclitiques incluant une voyelle initiale : tenir-ho > tení-vo, comprar-ho > comprà-vo, esperant-ho > esperan-vo.
-d- intervocalique est très affaibli et chute totalement dans un grand nombre de cas.

#### Harmonisation vocalique

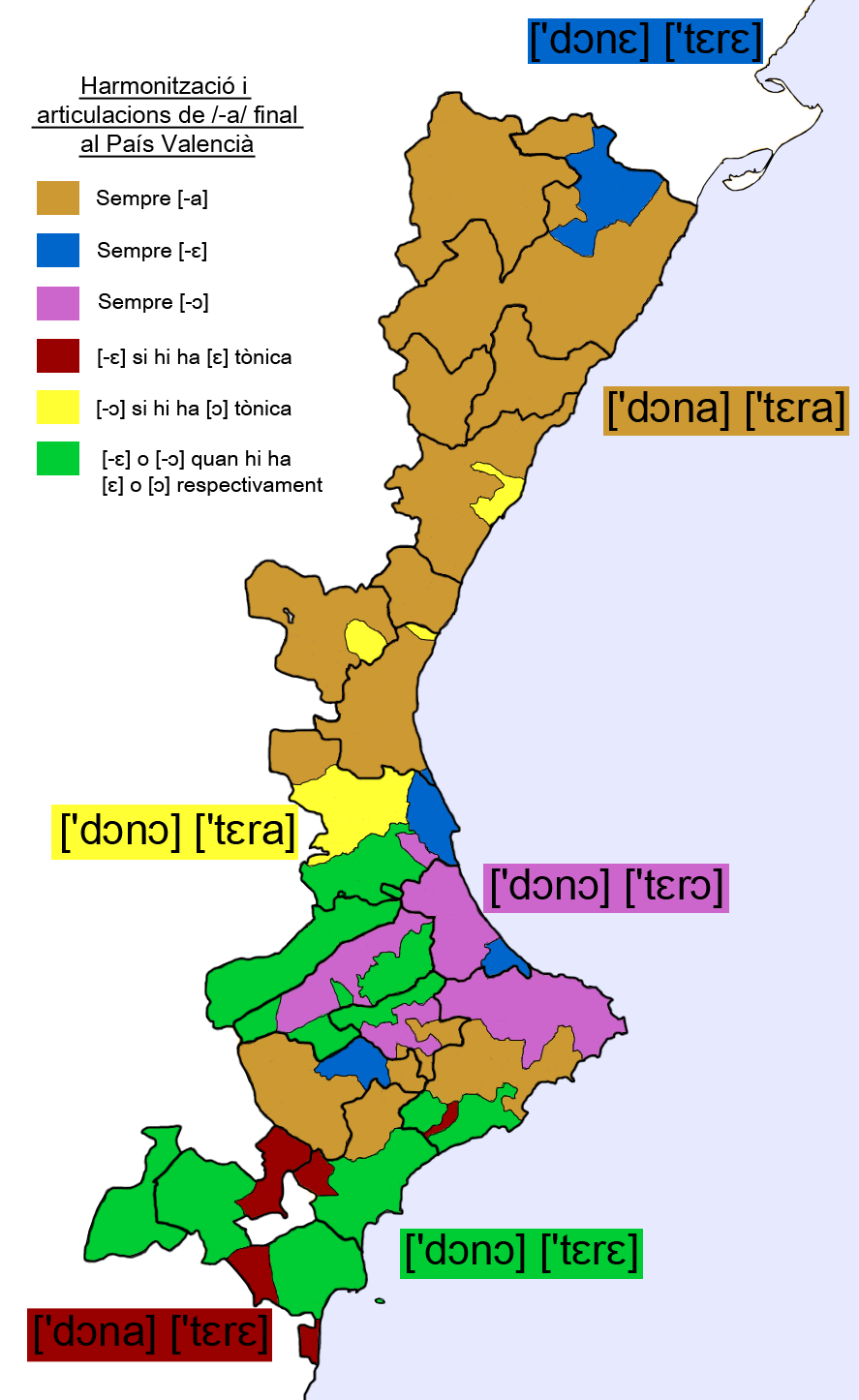
Harmonisation vocalique en valencien.

Comme en valencien alicantin, on observe une altération par harmonisation vocalique de /-a/ atone final > [ɛ]/[ɔ]. Ce trait est toutefois absent de la Marina baixa, à l'exception de Benidorm, La Nucia, Relleu, Orxeta, Finestrat et La Vila Joiosa, de la partie basse de la Marina Alta, de l'Alcoià à l'exception d'Alcoi et de certaines localités de El Comtat et la Torre de les Maçanes.
On trouve quatre types d'harmonisations vocaliques en valencien méridional :
- /-a/ > [-ɛ] : dona > ['dɔnɛ], terra > ['tɛrɛ]. On la trouve à Oliva, Alcoi[4], Sueca et Cullera.
- /-a/ > [-ɛ] ou [-ɔ] quand la tonique est [ɛ] ou [ɔ] respectivement : dona > ['dɔnɔ], terra > ['tɛrɛ]. Ce phénomène est caractéristique des parlers de la Marina Baixa connaissant l'harmonisation, d'une partie de El Comtat, de la Vall d'Albaida et de La Costera, ainsi que dans la région basse de la Ribera Alta.
- /-a/ > [-ɔ] : dona > ['dɔnɔ], terra > ['tɛrɔ], dans la partie de la Marina Alta qui harmonise, les autres zones de El Comtat concernées par le phénomène, La Safor à l'exception d'Oliva, une partie de la Vall d'Albaida et certains villages de La Ribera Baixa.
- /-a/ > [-ɛ] quand la tonique est [ɛ] : dona > ['dɔna], terra > ['tɛrɛ], trait que l'on trouve uniquement dans la commune d'Orxeta.